# 佐藤三吉

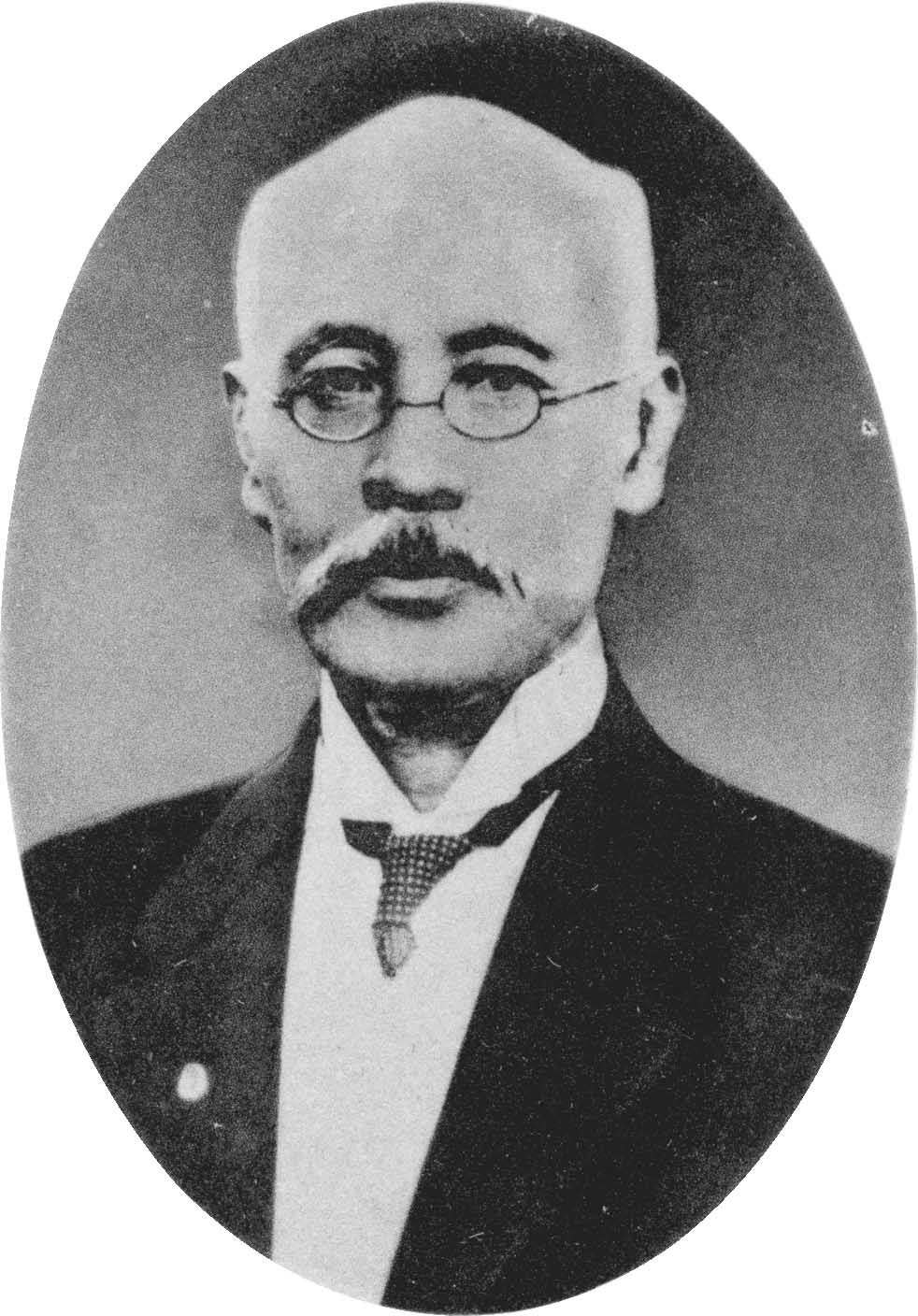
佐藤三吉

佐藤 三吉（さとう さんきち、1857年12月30日（安政4年11月15日） - 1943年（昭和18年）6月17日）は明治〜昭和期の外科医、医学博士、貴族院議員。美濃国大垣藩（現岐阜県大垣市）出身。
東京帝国大学教授、東京帝国大学医科大付属医院長、東京帝国大学医科大学長として、同じ岐阜県出身の青山胤通とともに、日本近代医学の創生期に活躍した。

## 略歴
佐藤三吉は1857年（安政4年）に大垣藩士佐藤只五郎の三男として生まれた。1870年（明治3年）父が死去し、義兄安藤就高の援助を受け上京し勉学の場を与えられた。
- 1857年（安政4年）：誕生。
- 1864年（元治元年）：大垣藩藩校の敬教堂（現大垣市立興文小学校）に入学。
- 1869年（明治3年）：東京で司馬凌海の元で学ぶ。
- 1871年（明治5年）：大学南校（現・東京大学）に入学。
- 1883年（明治16年）：ベルリン大学に留学し、ベルヒマン教授より外科学を学ぶ。帰国に際してはロンドンに立ち寄りセントトーマス病院を見学。
- 1887年（明治20年）：帰国後、東京帝国大学教授に任じられる。
- 1891年（明治24年）：医学博士号を授与される。
- 1893年（明治26年）：講座制の発足により外科学第二講座教授となる。
- 1901年（明治34年）：東京帝国大学医科大学付属医院（現東京大学医学部附属病院）院長に就任。
- 1909年（明治42年）6月22日：帝国学士院会員となる[2]。
- 1918年（大正7年）：東京帝国大学医科大学（現・東京大学医学部）学長に就任。
- 1921年（大正10年）：名誉教授。
- 1922年（大正11年）：貴族院勅選議員になる。
- 1941年（昭和16年）：肺炎により逝去。墓所は谷中霊園天王寺墓地。

叙爵・叙勲
学士会員、高等官一等正四位・1900年（明治33年）勲四等瑞宝章を賜う。

## 栄典・授章・授賞
位階
- 1890年（明治23年）12月8日 - 正七位[5]
- 1913年（大正2年）8月11日 – 従三位[6]
- 1922年（大正11年）1月26日 - 正三位[7]
- 1943年（昭和18年）6月17日 - 従二位[8]

勲章等
- 1900年（明治33年）6月30日 - 勲四等瑞宝章[9]
- 1903年（明治36年）12月26日 - 勲三等瑞宝章[10]
- 1910年（明治43年）12月26日 - 勲二等瑞宝章[11]
- 1915年（大正4年）11月10日 - 大礼記念章[12]
- 1920年（大正9年）12月25日 - 勲一等瑞宝章[13]

## 業績
- 内臓外科手術に防腐無菌法、止血法を主眼とした手術法を採用した。
- 虫垂炎の早期手術を導入した。

## エピソード他
- 門下生

佐藤三吉が主任を務める東京帝国大学第二外科講座には、白衣の導入者としても知られる耳鼻咽喉科の祖で医政面でも活躍した岡田和一郎が助教授を務め、日本における整形外科のパイオニアと称される田代義徳や口腔外科の生みの親で医大初の歯科教室責任者となった石原久、外科医として活躍した塩田広重がいる。
- 濃尾地震

1891年（明治24年）10月28日、佐藤三吉の故郷である岐阜県を大きな地震が襲った。同郷救済のため自ら被災地に出向き被災者の手当てを行った。この行いに対して宮中より感状が下された。
- 初代日本外科学会会長就任[15]

1896年（明治29年）大森豊治福岡病院長上京時に佐藤三吉・田代義徳等東京帝国大学外科医師が中心に集まり日本外科学会創立に就いて話し合った。1897年（明治30年）11月三輪徳寛・木村孝蕨・田代正医師の送別の宴が上野精養軒で行われた際再度外科学会創立に就いての話し合いが行われた。この結果、田代義徳・近藤次繁・佐藤恒久が日本外科学会規則草案を起草し、翌12月に創立協議会を開催、1898年（明治31年）4月7日神田青年館において佐藤三吉等による発起人会が40名の医師参加を得て開催され、翌1899年（明治32年）4月に第一回日本外科学会を東京で開くことを決定し、役員選挙の結果会長佐藤三吉・幹事近藤次繁・佐藤恒久・田代義徳が選ばれた。
- 歯科外来設置[16][17]

佐藤三吉は病院運営の観点から東京帝国大学医科大学内に歯科を担当する部門の設立を考え、自分の教室から新潟病院外科部長として転出が決まっていた石原久を新設する歯科学教室主任に抜擢した。石原久は、1899年（明治32年）5月歯科学研究のためアメリカ・ドイツに留学し、帰国後の1903年（明治36年）3月21日歯科学教室主任に就任し、医大で初めての歯科専攻の教室が設けられた。医師と歯科医との差別的処遇等内在する組織であったが、同教室には後に日本大学総長となる佐藤運雄・東京高等歯科医学校（現東京医科歯科大学）創立に尽力した島峰徹や金森虎男・東京医科歯科大学学長となる長尾優・名古屋大学教授となる北村一郎などが参加した。

## 親族
妻の滋子（1871年生）は小崎利準の長女。
実弟に東京興信所所長の佐藤正美、興業主の米山米吉がいる。正美（1862年生）は大蔵省紙幣寮学場で学んだのち紙幣寮に出仕し、同寮学場監事兼教授を経て、秋山定輔と二六新報を発刊、1896年に渋沢栄一が東京興信所を発足するとその所長に就任した。
米吉 (1865年生)は、動物標本の販売や『博物学雑誌』などを出していた「動物標本社」の経営のほか、日本興行株式会社の取締役も務めた。日本興行は1911年に中小の映画館主が合同で設立した映画興行界初の株式会社で、葵館、浅草富士館、神田日活館、京橋日活館など都内に9つの映画館を所有し、1935年に映画配給元の日活に吸収合併された。
三吉は長く神田に住んでいたが、大火により２回焼失し、関東大震災で再び焼失したため、1928年に三菱の岩崎久弥が開発した高級分譲地大和郷 (文京区)に新居を建設したが、これも戦災により焼失した。大和郷には弟の米山邸もあった。神田の佐藤家旧宅跡地には神田日活館が建てられた。
義兄は会計検査院心得を務めた安藤就高。